# Tommy Tiernan
Tommy Tiernan (irl. Tomás Mac Tiarnáin; ur. 16 czerwca 1969 w Carndonagh w Irlandii) – irlandzki komik, aktor i pisarz.

## Życiorys
Występował po kilka razy w The Late Late Show i Late Show with David Letterman, zagrał też rolę główną rolę w sitcomie Small Potatoes oraz epizodyczną w serialu Ojciec Ted. Jest autorem i główną postacią w przedstawieniu Something Mental, w którym ostrzegał, że będzie wiele przeklinania. Program był emitowany na kanale Comedy Central.
W 2009 roku został wpisany do Księgi rekordów Guinnessa za najdłuższy stand-up wykonany przez jednego artystę, który trwał 36 godzin i 15 minut.
Gdy w 1997 roku wystąpił pierwszy raz w The Late Late Show, żartował z Baranka Bożego, co wzbudziło krytykę jego osoby wśród środowisk religijnych oraz spowodowało dyskusję w irlandzkim senacie na temat bluźnierstwa. W 2008 roku był również krytykowany za żarty o Żydach oraz na temat holokaustu. Arcybiskup Dublina Diarmuid Martin nazwał je obrazą dla narodu żydowskiego oraz wszystkich, którzy czują odrazę do holokaustu.
Ma żonę Yvonne i pięcioro dzieci.